# Championnat de Roumanie de football 1909-1910
Navigation
Saison suivante
La saison 1909-1910 du Championnat de Roumanie de football est la 1re édition de la première division roumaine. Cette compétition a eu lieu sous le nom de Cupa ASAR (Asociațiunea Societăților Atletice din România).
Trois clubs seulement participent au championnat. C'est le club de l'Olimpia Bucarest qui remporte cette première édition et donc son premier titre de champion de Roumanie.

## Les 3 clubs participants
- Olimpia Bucarest
- Colentina Bucarest
- United Ploiești

## Compétition

### Classement
Le barème de points servant à établir le classement se décompose ainsi :
- Victoire : 2 points
- Match nul : 1 point
- Défaite : 0 point

| Rang | Équipe             | Pts | J | G | N | P | Bp | Bc | Diff |
| ---- | ------------------ | --- | - | - | - | - | -- | -- | ---- |
| 1    | Olimpia Bucarest   | 3   | 2 | 1 | 1 | 0 | 5  | 4  | +1   |
| 2    | Colentina Bucarest | 2   | 2 | 1 | 0 | 1 | 3  | 2  | +1   |
| 3    | United Ploiești    | 1   | 2 | 0 | 1 | 1 | 3  | 5  | -2   |

|  | Champion de Roumanie 1909-1910 |

### Matchs
| Résultats (▼dom., ►ext.)                                   | Oli | Col | Plo |
| Olimpia Bucarest                                           |     | 2-1 | 3-3 |
| Colentina Bucarest                                         |     |     | 2-0 |
| United Ploiești                                            |     |     |     |
| - Victoire à domicile - Match nul - Victoire à l'extérieur |     |     |     |

## Bilan de la saison
| Tableau d'Honneur                   |                  |
| Compétition                         | Vainqueur        |
| Championnat de Roumanie de football | Olimpia Bucarest |